# Aloe radula
Aloe radula é uma espécie de liliopsida do gênero Aloe, pertencente à família Asphodelaceae.